# Azuryt

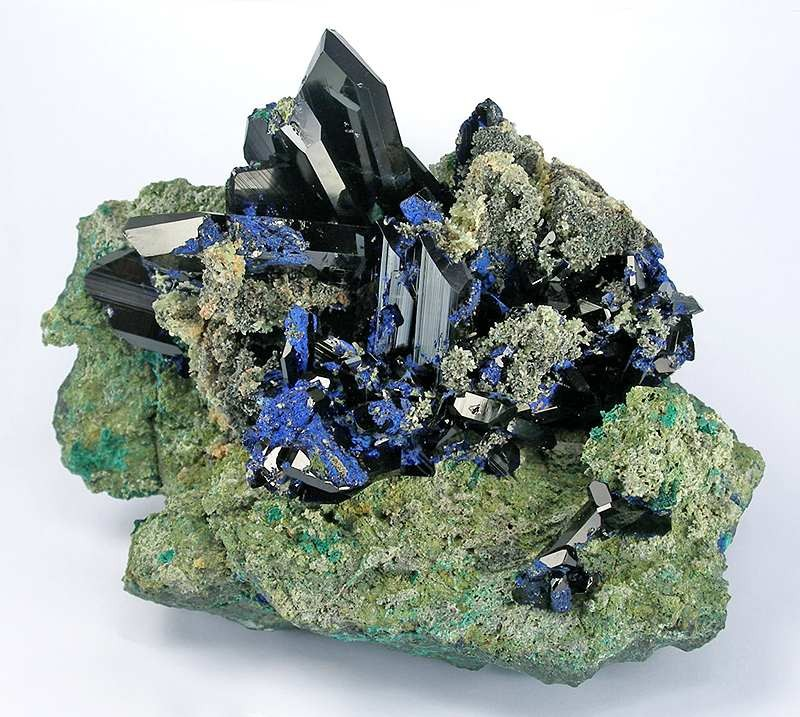

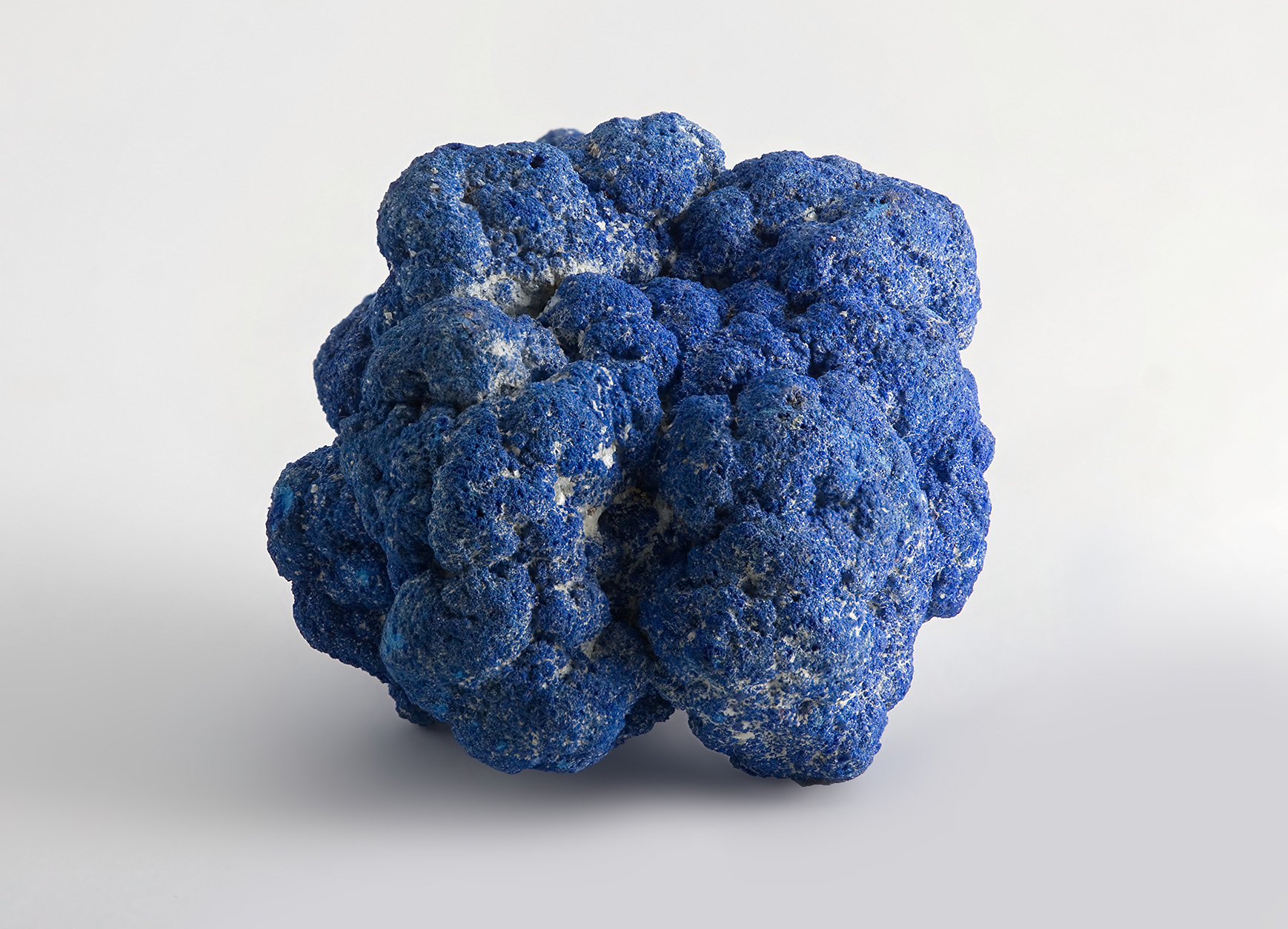

Azuryt – minerał z gromady węglanów, zasadowy węglan miedzi. Minerał pospolity, szeroko rozpowszechniony.
Nazwa pochodzi od perskiego lazhward i arabskiego lazurd oznaczających barwę niebieską. 

## Charakterystyka

### Właściwości
Tworzy kryształy o pokroju tabliczkowym, grubotabliczkowym, słupkowym, izometrycznym (postać zbliżona do romboedrów). Najczęściej jest spotykany w skupieniach zbitych, ziemistych, ziarnistych, groniastych, nerkowatych, naciekowych, promienistych i kulistych. Tworzy też naloty, impregnacje, konkrecje, naskorupienia i pseudomorfozy po innych minerałach miedzi (np. dolomicie, kuprycie czy tetraedrycie). Posiada różny połysk; kryształy mają szklisty, diamentowy lub tłusty, skupienia ziemiste - matowy, natomiast zbite, promieniste i włókniste - jedwabisty albo aksamitny. Jest przeświecający do nieprzezroczystego, rzadko przezroczysty, pod wpływem dwutlenku węgla przechodzi w malachit. Tworzy odmiany: burnit, chessylit, azurmalachit. Łatwo rozpuszczalny w kwasach.

### Występowanie
Minerał wtórny strefy utleniania kruszców Cu, zwłaszcza w obecności skał węglanowych. Współwystępuje z malachitem, pseudomalachitem, kuprytem, chalkozynem, chryzokolą, kalcytem, limonitem, miedzią, oliwenitem, konichalcytem, tyrolitem, cerusytem, barytem, kwarcem, smithsonitem, duftytem. 

### Miejsca występowania
- Na świecie: Namibia (Tsumeb), Maroko (Touissit), Algieria, Kenia, Kongo, Francja, Rumunia, USA (Utah, Arizona, Nowy Meksyk), Meksyk, Chile, Australia, Chiny, Mongolia, Rosja, Włochy, Węgry, Niemcy, Grecja, Mołdawia, Słowacja[1][4].

- W Polsce: występuje w Górach Świętokrzyskich i na Dolnym Śląsku, w okolicach Lubina i Głogowa, na Pogórzu Kaczawskim i w Rudawach Janowickich[6]. Spotykany też w Tatrach oraz na Górnym Śląsku[1].

## Zastosowanie
- lokalnie wykorzystywany jako podrzędna ruda miedzi (55% Cu),
- do produkcji siarczanu miedziowego,
- do wyrobu błękitnych pigmentów,
- bardzo atrakcyjny i ceniony kamień ozdobny,
- w jubilerstwie dość rzadko stosowany, oszlifowane kamienie są małe. Nadaje im się zazwyczaj szlif kaboszonowy lub kulisty[1]. Nie szlifuje się dużych okazów, gdyż są tak ciemne, że prawie nieprzezroczyste,
- do wyrobu artystycznej biżuterii,
- cenny kamień kolekcjonerski,
- sproszkowany azuryt był używany jako niebieska farba, która jednakże zmieniała barwę na zieloną ze względu przeobrażenia w malachit.